# Carabela
Carabelaé um fabricante de motocicletas mexicana.
Nos anos 60 e 70 produziu modelos dois tempos e de um cilindro com tecnologia italiana Minarelli e Villa, com modelos entre 66cc e 250cc. Fabricou também uma bicilíndrica 350cc com tecnologia da clássica Jawa. Atualmente produz uma grande gama que vai de scooters a esportivas.